# Eberhard Freitag

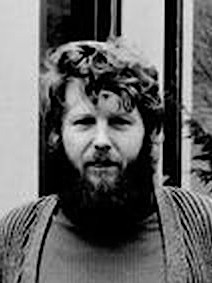
Eberhard Freitag, Oberwolfach 1977

Eberhard Freitag (* 19. Mai 1942 in Mühlacker) ist ein deutscher Mathematiker, der sich mit Funktionentheorie und insbesondere Modulformen beschäftigt.

## Leben
Freitag ist der Sohn eines Polizeibeamten. Er studierte ab 1961 Mathematik, Physik und Astronomie an der Ruprecht-Karls-Universität Heidelberg, wo er 1964 seinen Abschluss als Diplom-Mathematiker machte und  1966 bei Hans Maaß (und Albrecht Dold) promoviert wurde (mit der Dissertation Modulformen zweiten Grades zum rationalen und Gaußschen Zahlkörper, Sitzungsberichte Heidelberger Akad.Wiss. 1967). Ab 1964 war er Assistent am Mathematischen Institut in Heidelberg, wo er sich Ende 1969 habilitierte und danach Diätendozent und ab 1970 Wissenschaftlicher Rat war. 1970/71 war er Gastprofessor an der Johann-Wolfgang-Goethe-Universität Frankfurt am Main. 1973 wurde er ordentlicher Professor an der Johannes Gutenberg-Universität Mainz, nachdem er 1972 einen Ruf nach Regensburg abgelehnt hatte. 1977 wurde er ordentlicher Professor in Heidelberg, nachdem er zuvor einen Ruf nach Bielefeld ablehnte. 1991 bis 1993 war er Dekan der Mathematikfakultät.
Freitag befasst sich vor allem (wie sein Lehrer Maaß) mit der Theorie der Modulformen, verwendet aber einen Zugang über die algebraische Geometrie. Er beschrieb diese Theorie unter anderem in zwei Monographien in den Grundlehren der mathematischen Wissenschaften des Springer-Verlags. Diese Bücher sowie der erste Band seiner Funktionentheorie-Reihe werden als Standard-Referenzen im jeweiligen Spezialgebiet verwendet.
1974 hielt er als „Invited Speaker“ einen Vortrag über Singularitäten von Modulmannigfaltigkeiten und Körper Automorpher Funktionen auf dem ICM in Vancouver. 1998 konnte er zusammen mit Rainer Weissauer und Richard Borcherds die Existenz einer Spitzenform vom Gewicht 12 zum Geschlecht 12 nachweisen, die sie aus den Thetareihen bestimmter 24-dimensionaler Gitter (Niemeier-Gitter, z. B. Leech-Gitter) konstruierten.

## Schriften
- Mit Rolf Busam: Funktionentheorie 1. Springer-Verlag, 1993, 4. Auflage 2006, ISBN 3-540-31764-3
- Funktionentheorie 2: Riemannsche Flächen, Mehrere komplexe Variable, Abelsche Funktionen, Höhere Modulformen, Springer-Verlag, 2009
- Hilbert Modular Forms. Springer-Verlag, Grundlehren der mathematischen Wissenschaften, 1990, ISBN 978-3-540-50586-0
- Singular Modular Forms and Theta Relations. In: Lecture Notes in Mathematics. Band 1487, Springer-Verlag, 1991, ISBN 3-540-54704-5
- Mit Reinhardt Kiehl: Etale cohomology and the Weil conjecture. Springer-Verlag, 1988, ISBN 978-0-387-12175-8
- Siegelsche Modulfunktionen. Springer-Verlag, Berlin 1983, Grundlehren der mathematischen Wissenschaften Bd. 254, ISBN 978-3-540-11661-5